# مارتسيا
مارتسيا شيلبيرغ (بالإيطالية: Marzia Kjellberg، وُلدت في 21 أكتوبر 1992)، تشتهر باسم المُستخدم الخاص بها على اليوتيوب وهو مارتسيا (كيوتي باي مارتسيا سابقًا)، هي نجمة إنترنت إيطالية تشتهر بالمحتوى الذي تضعه على الإنترنت، كما أنها تكتب، وتصمم ملابس، وتدير أعمالاً أحيانًا. اعتبارًا من يناير 2018، حصلت مقاطع الفيديو الخاص بها على أكثر من 409 مليون مشاهدة، وحازت قناتها على أكثر من 7 ملايين مشترك مما يجعلها أكثر القنوات اشتراكًا في إيطاليا.

## روابط خارجية
- مارتسيا على موقع IMDb (الإنجليزية)